# Cerithiopsis porteri
Cerithiopsis porteri är en snäckart som beskrevs av Baker, Hanna och Strong. 1938. Cerithiopsis porteri ingår i släktet Cerithiopsis och familjen Cerithiopsidae. Inga underarter finns listade i Catalogue of Life.